# Ісхак ібн Алі
Ісхак ібн Алі (*д/н — 1147) — останній володар держави Альморавідів у 1146—1147 роках.

## Життєпис
Походив з династії Альморавідів. Син Алі ібн Юсуфа, п'ятого володаря. Про місце й дату народження немає жодних відомостей. У 1146 році внаслідок поразок від Альмохадів організував заколот проти Ісхака ібн Ташфін, якого було повалено.
Втім спроби Ісхака ібн Алі розпочати наступ на своїх супротивників виявилось невдалим. Невдовзі Ісхак опинився в облозі війська Альмохадів. Після 10-місячної облоги в квітні 1147 року столицю Альморавідів було захоплено. Після 3-денних боїв на вулицях міста Ісхака ібн Алі було схоплено, Абд аль-Мумін, голова Альмохадів, власноруч убив Ісхака ібн Алі. Влада Альморавідів упала на Піренеях у 1148 році.